# VFRFP
VFRFP je hudební album skupiny Vypsaná fiXa, jedná se o záznam koncertu z 16. ročníku hudebního festivalu Rock for People. Nahrávka byla ihned zpracována a vydána již dva dny po koncertu,  obsahuje 13 skladeb včetně písně Country 007, která se zatím na žádném albu neobjevila. Další zajímavostí je obal alba, který byl vytvořen z profilových fotek zaslaných fanoušky. 

## Seznam skladeb
1. Domácí motokrosař
2. Sirény
3. Holka s lebkou
4. Trampolína
5. Psychokuna
6. Ruzyně
7. Darling
8. Žeň koně
9. Kostel, Biohazard, MCD
10. Antidepresivní rybička
11. Barová turistika
12. Stereoid
13. Country 007